# Sargo (lớp tàu ngầm)
Lớp tàu ngầm Sargo bao gồm mười tàu ngầm diesel-điện được Hải quân Hoa Kỳ đưa vào hoạt động ngay trước Chiến tranh Thế giới thứ hai. Chúng là những tàu ngầm Hoa Kỳ đầu tiên bước vào tác chiến ngay sau khi Nhật Bản tấn công Trân Châu Cảng, do được triển khai đến Philippines vào cuối năm 1941. Tương tự như  Lớp Salmon dẫn trước, chúng được chế tạo trong giai đoạn 1937-1939, đạt tốc độ tối đa 21 hải lý trên giờ (39 km/h) trên mặt nước và tầm hoạt động đến 11.000 hải lý (20.000 km) cho phép tuần tra đến tận vùng biển nhà Nhật Bản, cùng một hệ thống động lực tin cậy. Cùng với lớp Salmon, chúng là một bước quan trọng trong việc phát triển một tàu ngầm hạm đội thực sự. Trong một số tài liệu, các lớp Salmon và Sargo lần lượt còn được gọi là "lớp S mới" nhóm 1 và nhóm 2.
Tàu ngầm USS Swordfish (SS-193) trong lớp Sargo trở nên nổi bật vì là tàu ngầm Hoa Kỳ đầu tiên đánh chìm một tàu Nhật Bản trong Thế Chiến II.

## Thiết kế
Hầu hết đặc tính của lớp Sargo đều là sự lặp lại của lớp Salmon ngoại trừ việc quay trở lại cấu hình diesel-điện toàn phần trên bốn chiếc cuối cùng và việc áp dụng thiết kế hệ thống ắc-quy điện Sargo được cải tiến.

### Hệ thống động lực
Sáu chiếc Sargo đầu tiên có hệ thống động lực hỗn hợp tương tự như lớp Salmon, gồm hai động cơ diesel phía sau dẫn động trục chân vịt thông qua hộp số thủy lực giảm tốc được cách âm, và hai động cơ phía trước vận hành máy phát điện. Hai động cơ điện tốc độ cao chạy bằng điện từ máy phát hay từ ắc-quy cũng được nối vào hộp số giảm tốc. Văn phòng Kỹ thuật Hơi nước và Ủy ban Tướng lĩnh Hải quân mong muốn có hệ thống diesel-điện toàn phần, nhưng có những quan điểm bất đồng, đặc biệt là của Đô đốc Thomas C. Hart, chuyên gia tàu ngầm duy nhất của Ủy ban, đã chỉ ra tình huống hệ thống diesel-điện sẽ bị vô hiệu nếu ngập nước. Trở ngại kỹ thuật không cho phép sử dụng hai động cơ diesel lớn dẫn động trực tiếp thay cho bốn động cơ; và không có động cơ nào sẵn có đủ khả năng đưa con tàu đạt tốc độ 21 kn (39 km/h) theo yêu cầu thiết kế, cũng như hộp số giảm tốc cách ly rung động cũng không thể chuyển tải công suất mạnh. Giải pháp kết nối hai động cơ vào một trục chân vịt cũng không thực tế. Vì vậy cuối cùng, cấu hình hệ thống động lực diesel-điện toàn phần được áp dụng cho bốn chiếc Sargo cuối cùng, trở thành tiêu chuẩn cho mọi lớp tàu ngầm diesel-điện Hoa Kỳ tiếp theo.
Bốn chiếc trong lớp, Sargo, Saury, Spearfish và Seadragon, được trang bị kiểu động cơ diesel Hooven-Owens-Rentschler (HOR) hoạt động hai chiều gặp nhiều trục trặc. Trong một cố gắng tạo ra công suất lớn hơn từ một động cơ nhỏ, kiểu động cơ hoạt động hai chiều tỏ ra kém tin cậy trong hoạt động. Vào giữa Thế Chiến II chúng được thay thế bởi động cơ GM Cleveland Diesel 16-278A, có thể vào lượt đại tu vào đầu năm 1943.

### Ắc-quy Sargo
Dựa trên đề xuất của Đại úy Hải quân Elmer Eugene Yeomans, hạm trưởng tàu ngầm Sargo (SS-188), Văn phòng Kỹ thuật đã thiết kế một kiểu ắc-quy a-xít chì mới chịu đựng được hư hại trong chiến đấu, được gọi là kiểu ắc-quy "Sargo" vì lần đầu tiên được lắp đặt cho chiếc Sargo. Thay vì sử dụng một vỏ bọc cao su cứng duy nhất, nó áp dụng hai lớp vỏ cứng với một lớp cao su mềm ở giữa, nhằm ngăn ngừa việc rò rỉ acid sulfuric nếu lớp vỏ cao su cứng bị nứt do chấn động bởi các vụ nổ của mìn sâu gần tàu. Kiểu ắc-quy này trở thành tiêu chuẩn cho mọi lớp tàu ngầm tiếp theo, cho đến khi được thay thế bởi kiểu "Sargo II" và kiểu GUPPY trong Chương trình Công suất đẩy dưới nước lớn hơn vào cuối thập niên 1940. Ắc-quy mới có dung lượng nhỉnh hơn, với 126 cell thay vì 120 cell; và điện áp danh định cũng tăng từ 250 lên 270 volt, trở thành tiêu chuẩn ngay cả cho ắc-quy dự phòng trên những tàu ngầm hạt nhân.

### Hải pháo
Kiểu pháo 3-inch (76 mm)/50 caliber Mark 21 nguyên thủy tỏ ra yếu kém trong chiến đấu, không đủ mạnh để tiêu diệt các mục tiêu nhỏ hay các tàu đã bị hư hại. Nó được thay thế bởi kiểu 4-inch (102 mm)/50 caliber Mark 9 trong giai đoạn 1943-1944, phần lớn được tháo dỡ từ những tàu ngầm lớp S được rút ra làm nhiệm vụ huấn luyện.

## Lịch sử hoạt động

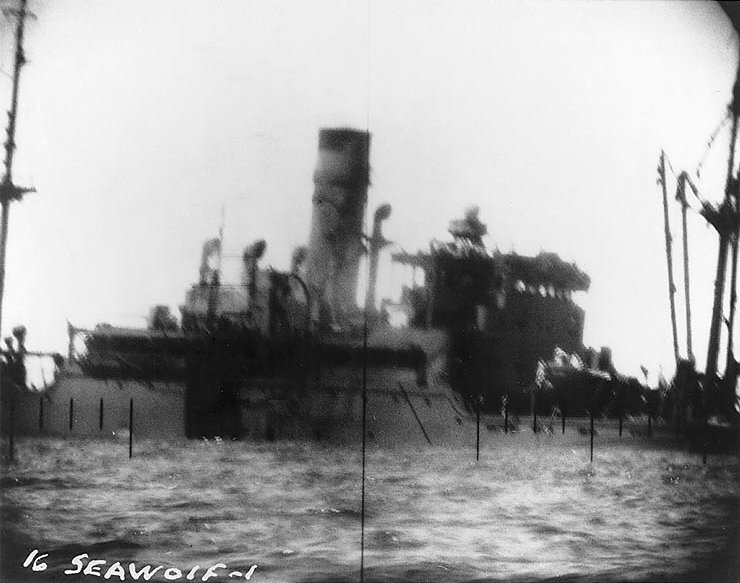
Ảnh qua kính tiềm vọng một tàu buôn Nhật đang đắm sau khi trúng ngư lôi của Seawolf.

Sau khi nhập biên chế cho đến cuối năm 1941, sáu chiếc đầu tiên trong lớp Sargo thoạt tiên đặt căn cứ tại San Diego, và sau đó tại Trân Châu Cảng. Bốn chiếc cuối được triển khai đến Philippines ngay sau khi nhập biên chế. Vào tháng 10, 1941, những chiếc Sargo còn lại cùng nhiều tàu ngầm mới hơn được điều sang Hạm đội Á Châu tại Philippines như một phần của nỗ lực quá trễ nhằm tăng cường lực lượng Đồng Minh tại Đông Nam Á. Việc Đế quốc Nhật Bản chiếm đóng phía Nam Đông Dương thuộc Pháp và hành động trả đủa cấm vận dầu mỏ Nhật Bản vào tháng 8, 1941 khiến tình hình thế giới thêm căng thẳng.
Sau khi Nhật Bản bất ngờ tấn công Trân Châu Cảng vào ngày 7 tháng 12, 1941, tàu ngầm là lực lượng tấn công chủ yếu của Đô đốc, Thomas C. Hart, Tổng tư lệnh Hạm đội Á Châu. Ông được phân bố 16 tàu ngầm Salmon và Sargo,<ref>Blair 2001, tr. 82</ref là toàn bộ số tàu ngầm trong cà hai lớp, cộng với bảy chiếc lớp  Lớp Porpoise và sáu chiếc lớp  Lớp S. Phía Nhật Bản đã không ném bom Philippines mãi cho đến ngày 10 tháng 12, nên hầu hết tàu ngầm đã ra đi trước khi bị tấn công. Sealion đang đại tu tại Xưởng hải quân Cavite nên bị hư hại nặng và phải đánh chìm vào ngày  25 tháng 12, còn Seadragon được các chiếc USS Canopus và USS Pigeon trợ giúp đã sửa chữa khẩn cấp và rời cảng để tiếp tục chiến đấu.
Lớp Sargo đã hoạt động tích cực trong chiến tranh, đánh chìm 73 tàu đối phương bao gồm một tàu ngầm. Bốn chiếc đã bị mất, bao gồm một chiếc bởi hỏa lực bắn nhầm của tàu bạn.
Đến đầu năm 1945 những chiếc còn sống sót trong lớp được rút về làm nhiệm vụ huấn luyện cho đến khi chiến tranh kết thúc. Cuối cùng chúng bị bán để tháo dỡ trong giai đoạn 1947-1948. Searaven được sử dụng như mục tiêu thử nghiệm bom nguyên tử tại đảo Bikini vào năm 1946, trong khuôn khổ Chiến dịch Crossroads. Nó chỉ bị hư hại nhẹ sau thử nghiệm, và cuối cùng bị đánh chìm như một mục tiêu vào năm 1948.

## Những chiếc trong lớp
| Tên (số hiệu lườn)        | Xưởng đóng tàu                                  | Đặt lườn          | Hạ thủy           | Nhập biên chế     | Số phận |
| ------------------------- | ----------------------------------------------- | ----------------- | ----------------- | ----------------- | --- |
| Sargo (SS-188)            | Electric Boat, Groton, Connecticut              | 12 tháng 5, 1937  | 6 tháng 6, 1938   | 7 tháng 2, 1939   | Bán để tháo dỡ 19 tháng 5, 1947                                                                                                   |
| Saury (SS-189)            | Electric Boat, Groton, Connecticut              | 28 tháng 6, 1937  | 20 tháng 8, 1938  | 3 tháng 4, 1939   | Bán để tháo dỡ 19 tháng 5, 1947                                                                                                   |
| Spearfish (SS-190)        | Electric Boat, Groton, Connecticut              | 9 tháng 9, 1937   | 29 tháng 10, 1938 | 12 tháng 7, 1939  | Bán để tháo dỡ 19 tháng 5, 1947                                                                                                   |
| Sculpin (SS-191)          | Xưởng hải quân Portsmouth, Kittery, Maine       | 7 tháng 9, 1937   | 27 tháng 7, 1938  | 16 tháng 1, 1939  | Hư hại bởi mìn sâu và hải pháo từ tàu khu trục Yamagumo; đánh chìm 19 tháng 11, 1943                                              |
| Squalus/Sailfish (SS-192) | Xưởng hải quân Portsmouth, Kittery, Maine       | 18 tháng 10, 1937 | 14 tháng 9, 1938  | 1 tháng 3, 1939   | Đắm khi chạy thử, 23 tháng 5, 1939; được trục vớt và tái biên chế như Sailfish, 15 tháng 5, 1940; bán để tháo dỡ 18 tháng 6, 1948 |
| Swordfish (SS-193)        | Xưởng hải quân Mare Island, Vallejo, California | 27 tháng 10, 1937 | 4 tháng 1, 1939   | 22 tháng 7, 1939  | Mất vào khoảng 12 tháng 1, 1945, có thể do thủy lôi hay mìn sâu từ tàu chống ngầm Nhật Bản                                        |
| Seadragon (SS-194)        | Electric Boat, Groton, Connecticut              | 18 tháng 4, 1938  | 21 tháng 4, 1939  | 23 tháng 10, 1939 | Bán để tháo dỡ 2 tháng 7, 1948 |
| Sealion (SS-195)          | Electric Boat, Groton, Connecticut              | 20 tháng 6, 1938  | 25 tháng 5, 1939  | 27 tháng 11, 1939 | Hư hại do không kích tại Xưởng hải quân Cavite 10 tháng 12, 1941; đánh chìm 25 tháng 12, 1941                                     |
| Searaven (SS-196)         | Xưởng hải quân Portsmouth, Kittery, Maine       | 9 tháng 8, 1938   | 21 tháng 6, 1939  | 2 tháng 10, 1939  | Sử dụng như mục tiêu thử nghiệm bom nguyên tử, 1946; đánh chìm như mục tiêu 11 tháng 9, 1948                                      |
| Seawolf                   | Xưởng hải quân Portsmouth, Kittery, Maine       | 27 tháng 9, 1938  | 15 tháng 8, 1939  | 1 tháng 12, 1939  | Đắm bởi hỏa lực bắn nhầm từ tàu hộ tống khu trục USS Richard M. Rowell, 3 tháng 10, 1944                                          |